# Claude Jarman Jr.
Pour les articles homonymes, voir Jarman.
Claude Jarman Jr., né le 27 septembre 1934 à Nashville (Tennessee, États-Unis) et mort le 12 janvier 2025 à Kentfield (Californie, États-Unis), est un acteur américain.

## Biographie

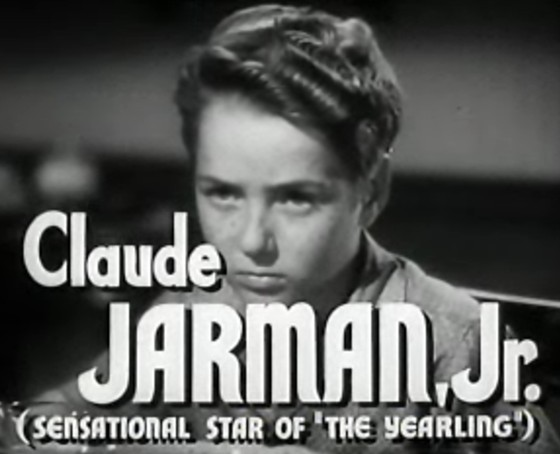
Claude Jarman Jr. dans L'Île enchantée (1947)

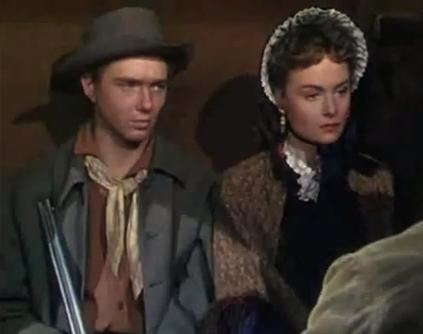
Claude Jarman Jr. et Donna Reed dans Le Relais de l'or maudit (1952).

Repéré enfant, Claude Jarman Jr. débute à douze ans dans Jody et le Faon de Clarence Brown, sorti en 1946, aux côtés de Gregory Peck et Jane Wyman. Malgré ce début prometteur qui lui vaut un Oscar de la jeunesse en 1947, il contribue en tout à seulement onze films américains (dont cinq produits par la Metro-Goldwyn-Mayer), le dernier étant L'Infernale Poursuite de Francis D. Lyon (avec Fess Parker et Jeffrey Hunter), sorti en 1956.
Entretemps, il apparaît notamment dans le drame L'Intrus de Clarence Brown (1949, avec David Brian et Juano Hernández), ainsi que dans les westerns Rio Grande de John Ford (1950, avec John Wayne et Maureen O'Hara) et Le Relais de l'or maudit de Roy Huggins (1952, avec Randolph Scott et Donna Reed).
Après son retrait du grand écran, Claude Jarman Jr. revient brièvement à la télévision, dans un épisode de la série-western La Grande Caravane en 1959, puis en 1960 dans une autre série (également un épisode), avant une ultime prestation dans la mini-série Colorado (avec Robert Conrad) en 1979.

## Filmographie

### Cinéma
- 1946 : Jody et le Faon (The Yearling) de Clarence Brown : Jody Baxter
- 1947 : L'Île enchantée (High Barbaree) de Jack Conway : Alec
- 1948 : The Sun Comes Up de Richard Thorpe : Jerry
- 1949 : Roughshod de Mark Robson : Steve
- 1949 : L'Intrus (Intruder in the Dust) de Clarence Brown : Chick Mallison
- 1949 : Lassie perd et gagne (The Sun Comes Up) de Richard Thorpe
- 1950 : Le Convoi maudit (The Outriders) de Roy Rowland : Roy Gort
- 1950 : Rio Grande de John Ford : Jefferson Yorke
- 1951 : Inside Straight de Gerald Mayer : Rip McCool
- 1952 : Le Relais de l'or maudit (Hangman's Knot) de Roy Huggins : Jamie Grooves
- 1953 : Toutes voiles sur Java (Fair Wind to Java) de Joseph Kane : Chess
- 1956 : L'Infernale Poursuite (The Great Locomotive Chase) de Francis D. Lyon : Jacob Parrott

### Télévision
- 1959 : La Grande Caravane (Wagon Train) (série TV) : Jeremiah Collingwood
- 1960 : The Best of the Post (série TV)
- 1979 : Colorado (Centennial) (série TV) : Earl Grebe

## Récompenses
- Oscar d'honneur :
  - 1947 : Oscar de la jeunesse (comme meilleur jeune acteur de l'année 1946).